# Otostigmus gymnopus
Otostigmus gymnopus är en mångfotingart som beskrevs av Filippo Silvestri 1898. Otostigmus gymnopus ingår i släktet Otostigmus och familjen Scolopendridae.
Artens utbredningsområde är:
- Angola.
- Etiopien.

## Underarter
Arten delas in i följande underarter:
- O. g. aethiopicus
- O. g. gymnopus